# HP 9000

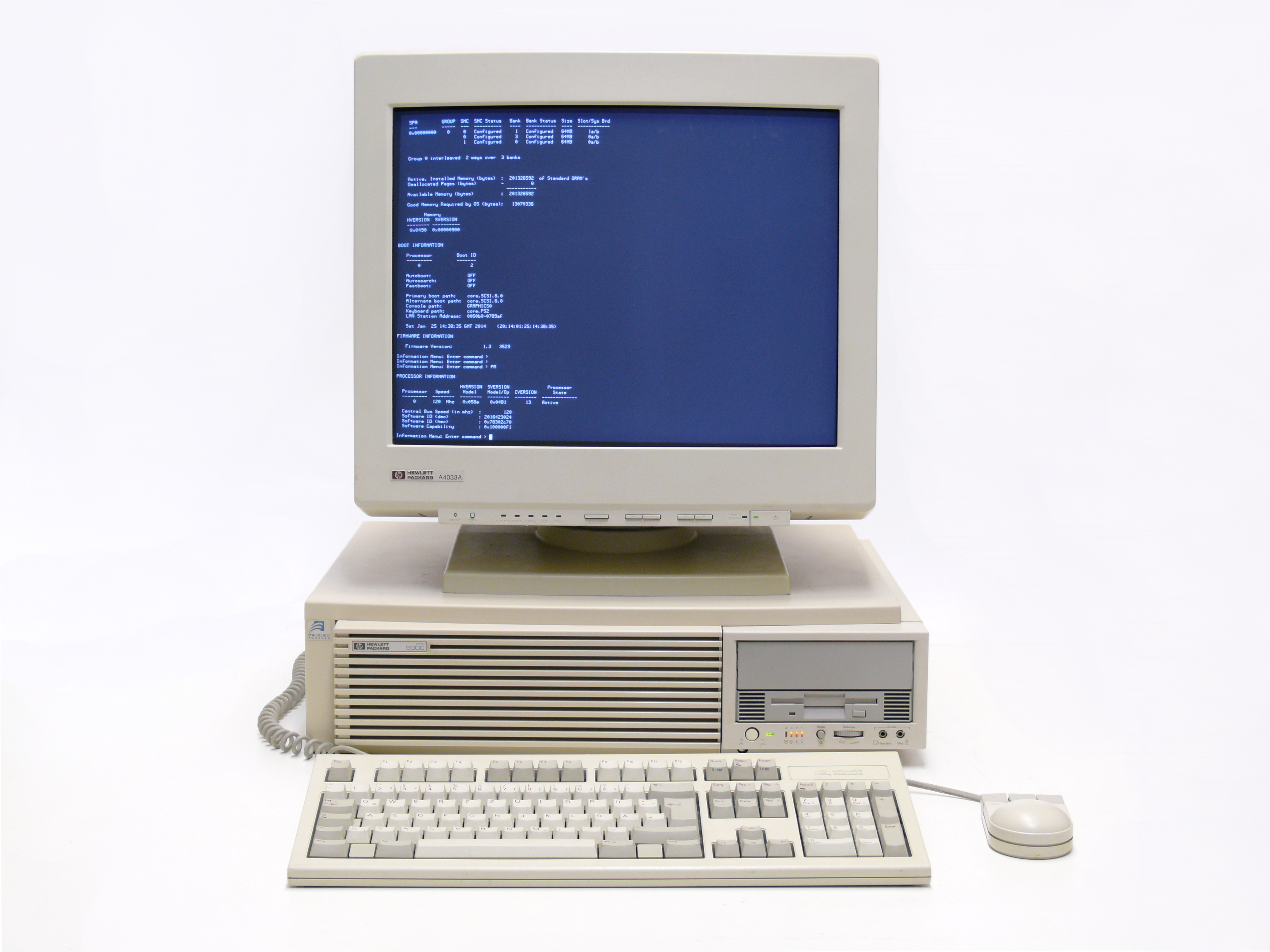
HP 9000 C110 워크스테이션 부팅 화면 유지보수 모드

HP 9000은 휴렛 팩커드(HP)가 생산한 워크스테이션 및 서버 컴퓨터 시스템 라인이다. 거의 모든 HP 9000 시스템의 기본 운영체제는 유닉스 시스템 V를 기반으로 하는 HP-UX이다.
HP 9000 브랜드는 1984년에 출시되었으며, 1980년대 초에 출시된 여러 기존 기술 워크스테이션 모델을 포함하기 위해 도입되었다. 이들 대부분은 모토로라 68000 시리즈를 기반으로 했지만, HP 자체 FOCUS 설계를 기반으로 한 제품도 있었다. 1980년대 중반부터 이 라인은 HP의 새로운 PA-RISC 아키텍처로 전환되었다. 마지막으로, 2000년대에는 IA-64를 사용하는 시스템이 추가되었다.
HP 9000 서버 라인은 2003년에 단종되었으며, HP-UX를 실행하는 아이테니엄 기반의 인테그리티 서버로 대체되었다. HP 9000 워크스테이션 라인은 2009년에 단종되었으며, HP Z로 대체되었다.

## 역사

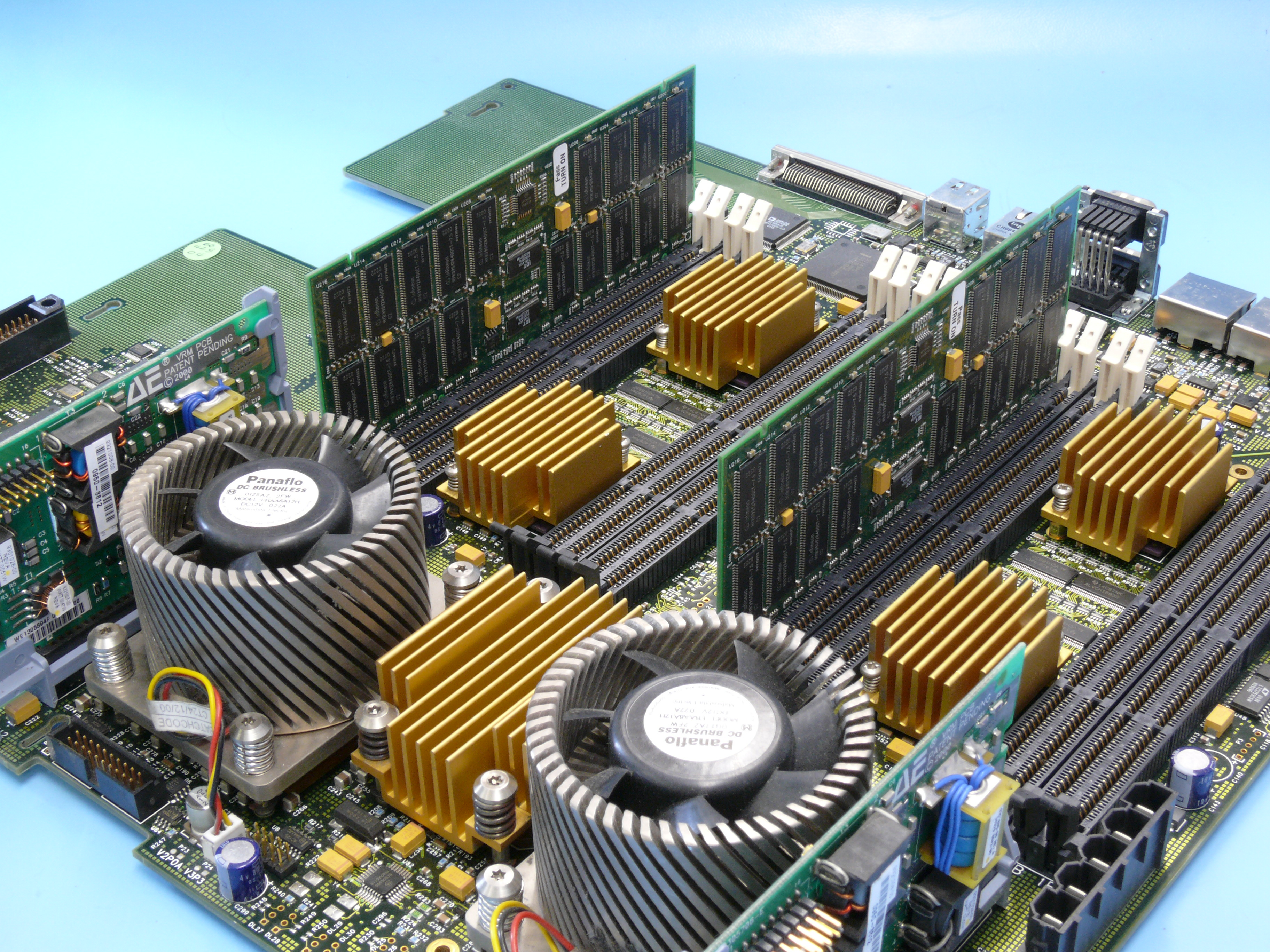
HP 9000 모델 J6000 시스템 보드

최초의 HP 9000 모델은 HP 9000 시리즈 200 및 시리즈 500 라인으로 구성되었다. 이들은 기존 모델의 이름을 변경한 것으로, 시리즈 200에는 HP 9826 및 HP 9836과 같은 다양한 모토로라 68000(68k) 기반 워크스테이션이 포함되었고, 시리즈 500은 HP 9020 워크스테이션에 도입된 HP의 FOCUS 마이크로프로세서 아키텍처를 사용했다. 이어서 HP 9000 시리즈 300 및 시리즈 400 워크스테이션이 출시되었는데, 이들도 68k-시리즈 마이크로프로세서를 사용했다. 1980년대 중반부터 HP는 시리즈 600, 700, 800 및 이후 라인에 대해 독점적인 명령어 집합 아키텍처(ISA)를 기반으로 하는 자체 마이크로프로세서인 PA-RISC로 변경하기 시작했다. 최신 모델은 PA-RISC 또는 그 후속인 HP-인텔 IA-64 ISA를 사용한다.
초기 시리즈 200 모델을 제외한 모든 HP 9000 라인은 다양한 버전의 HP-UX 운영체제를 실행했으며, 초기 모델은 독립형 응용 프로그램 또는 Basic Workstation/Pascal 3.1 Workstation 운영체제를 실행했다. HP는 1989년 아폴로 컴퓨터를 인수한 후 아폴로 400으로도 알려진 시리즈 400을 출시했다. 이 모델은 HP-UX 또는 아폴로의 Domain/OS를 실행할 수 있었다.
1990년대 초부터 HP는 HP 9000 시리즈 번호를 알파벳 클래스 명명법으로 대체했다. 2001년 HP는 HP 9000 서버의 명명 체계를 다시 변경했다. A-클래스 시스템은 rp2400s로, L-클래스는 rp5400s로, N-클래스는 rp7400s로 이름이 변경되었다. rp 접두사는 PA-RISC 아키텍처를 의미하며, rx는 IA-64 기반 시스템에 사용되었고, 나중에 HPE Integrity Servers로 이름이 변경되었다.
2003년 HP는 x86 프로세서를 사용하고 윈도우를 실행하는 xw 시리즈를 출시했다. xw 시리즈는 2009년 HP Z로 교체될 때까지 유지되었다.
2008년 4월 30일, HP는 PA-RISC 기반 HP 9000의 판매 종료를 발표했다. PA-RISC 기반 HP 9000 시스템의 마지막 주문 날짜는 2008년 12월 31일이었고 마지막 출하 날짜는 2009년 4월 1일이었다. 새로운 HP 9000 PA-RISC 옵션의 마지막 주문 날짜는 2009년 12월 31일이었고 마지막 출하 날짜는 2010년 4월 1일이었다. HP는 2013년까지 이러한 시스템을 지원할 예정이며, 연장될 수도 있다.
HP 9000의 수명 종료는 또한 HP의 유닉스 워크스테이션 시장 철수를 의미하므로 한 시대의 종말을 의미한다(HP 9000 워크스테이션은 수명이 종료되었고 HP 인테그리티 워크스테이션이 없으므로 더 이상 데스크탑에서 HP/UX를 대상으로 하는 솔루션이 없다). PA-RISC(9000)에서 아이테니엄(인테그리티)으로의 전환이 발표되었을 때, HP/UX 또는 윈도우를 실행하는 인테그리티 워크스테이션이 처음에는 발표되고 제공되었지만, 대체품 없이 상대적으로 빠르게 판매 수명이 종료되었다(아마도 x86-64가 데스크탑에서 IA-64를 비경쟁적으로 만들었기 때문일 것이고, HP/UX는 x86-64를 지원하지 않으며, HP는 데스크탑 리눅스를 완전히 호환되지 않는 대안 솔루션으로 제공한다).

## 워크스테이션 모델
1985년 1월 이전 (같이 보기 HP 9800 시리즈):
- 시리즈 200 –  16 (HP 9816), 20 (HP 9920), 26 (HP 9826), 36 (HP 9836)
- 시리즈 500 –  20 (HP 9020), 30 (HP 9030), 40 (HP 9040)

1985년 이후:
- 시리즈 200 –  216 (HP 9816), 217 (HP 9817), 220 (HP 9920), 226 (HP 9826), 236 (HP 9836), 237 (HP 9837)
- 시리즈 300 –  310, 318, 319, 320, 322, 330, 332, 340, 345, 350, 360, 362, 370, 375, 380, 382, 385
- 시리즈 400 (HP 아폴로 9000 시리즈 400) –  400dl, 400s, 400t, 425dl, 425e, 425s, 425t, 433dl, 433s, 433t
- 시리즈 500 –  520 (HP 9020), 530 (HP 9030), 540 (HP 9040), 550, 560
- 시리즈 600 –  635SV, 645SV
- 시리즈 700 –  705, 710, 712, 715, 720, 725, 730, 735, 742, 743, 744, 745, 747, 748, 750, 755
- B-클래스 –  B132L, B160L, B132L+, B180L, B1000, B2000, B2600
- C-클래스 –  C100, C110, C132L, C160, C160L, C180, C180L, C180XP, C200, C240, C360, C3000, C3600, C3650, C3700, C3750, C8000
- J-클래스 –  J200, J210, J210XC, J280, J282, J2240, J5000, J5600, J6000, J6700, J6750, J7000

### 시리즈 200

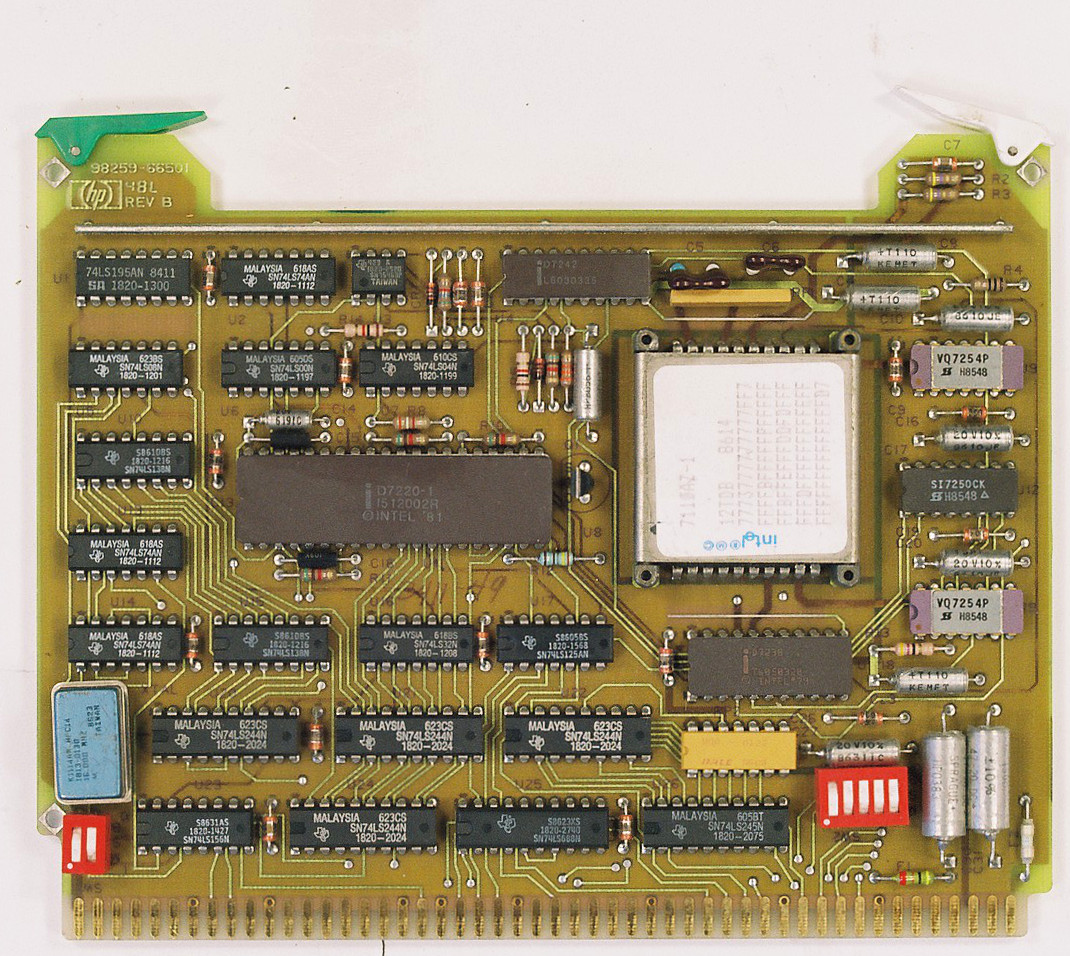
초기 HP 9000/200 시리즈 컴퓨터의 1M비트 자기 버블 메모리 보드

시리즈 200 워크스테이션은 HP에 "시리즈"가 존재하기 전에 시작되었다. 첫 모델은 HP 9826A였고, 이어서 HP 9836A가 나왔다. 나중에 9836의 컬러 버전(9836C)이 도입되었다. 랙 마운트 버전인 HP 9920A도 있었다. 이들 모두는 모토로라 68000 칩을 기반으로 했다. 메모리가 번들로 제공되는 'S' 버전의 모델도 있었다. HP-UX가 OS로 포함되었을 때, 68012 프로세서를 사용하는 9836s 및 9920의 'U' 버전이 있었다. 모델 번호에는 'U'가 포함되었다(9836U, 9836CU, 9920U). 시리즈 200의 후기 버전에는 9816, 9817, 9837이 포함되었다. 이 시스템들은 곧 HP 시리즈 200 라인으로 이름이 변경되었고, 나중에 다시 HP 9000 제품군의 일부인 HP 9000 시리즈 200으로 이름이 변경되었다.
시리즈 200의 "휴대용" 버전도 있었는데, 인테그럴이라고 불렸다. 공식 모델은 HP9807이었다. 이 기계는 휴대용 재봉틀 크기 정도였고, MC68000 프로세서, ROM 기반 HP-UX, 3½인치 플로피 디스크 드라이브, 잉크젯 프린터, 키보드, 마우스, 그리고 초기 GRiD Compass 컴퓨터와 유사한 전계발광 디스플레이를 포함하고 있었다. 배터리 구동이 아니었으며, 포트콜린스에서 제조된 다른 시리즈 200과 달리 코밸리스 (오리건주)에서 만들어졌다.

### 시리즈 300/400

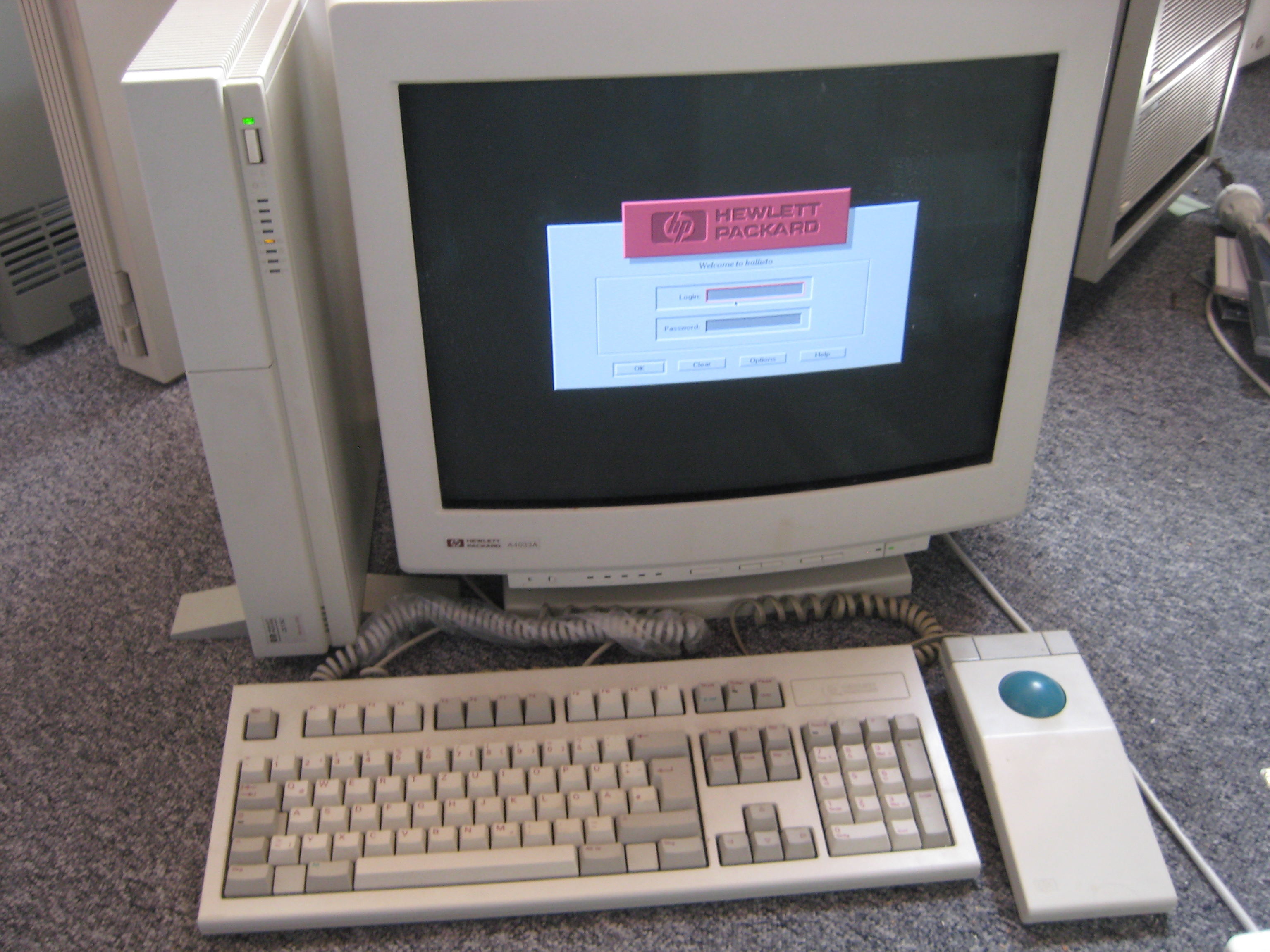
HP-UX 및 공통 데스크톱 환경 (VUE)를 실행하는 HP 9000 모델 425

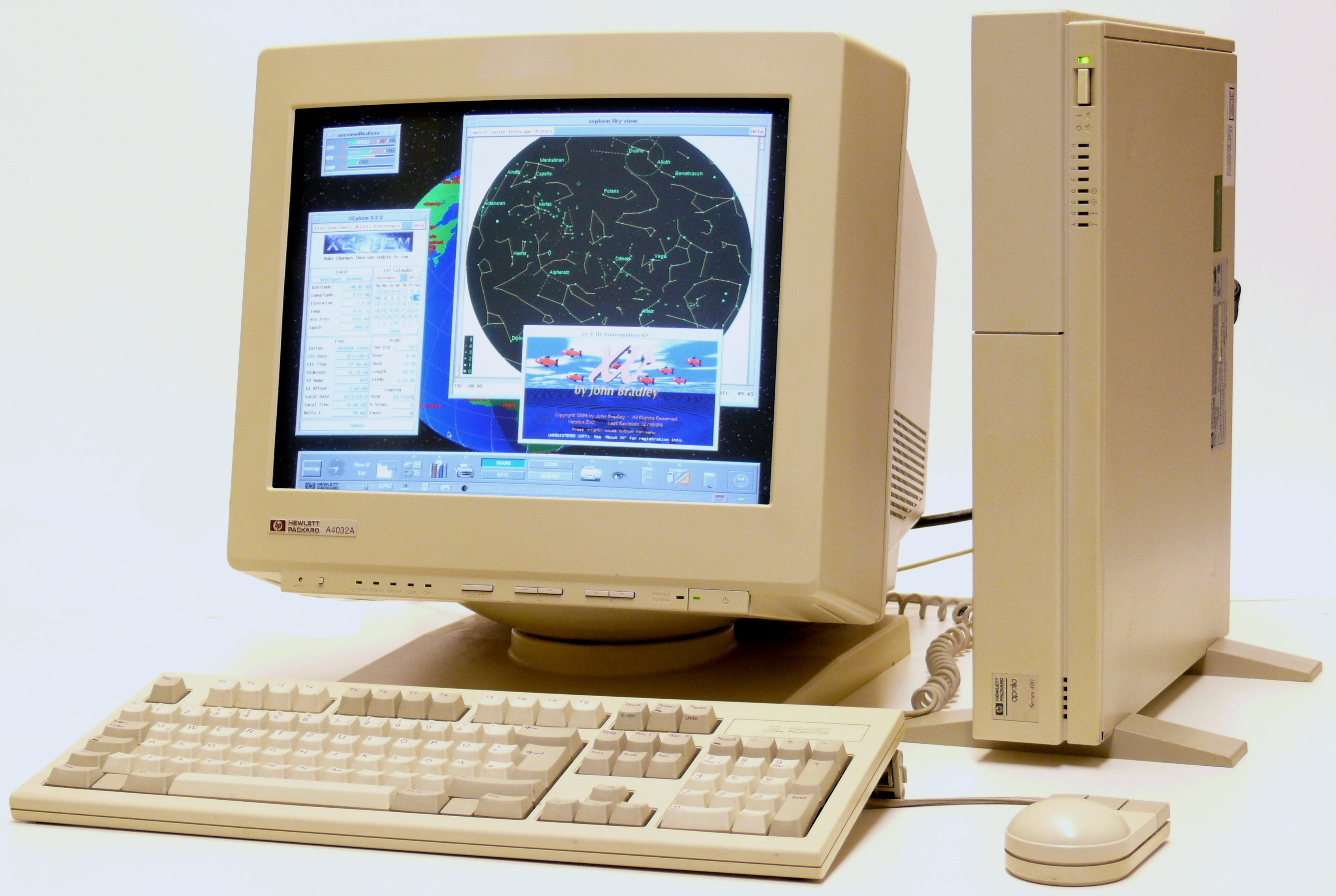
HP-UX 및 VUE를 실행하는 HP 9000 모델 425

시리즈 300 워크스테이션은 모토로라 68000 시리즈 프로세서를 기반으로 했으며, 68010(1985년 도입된 모델 310)부터 모토로라 68040(1991년 도입된 모델 38x)까지 다양했다. 시리즈 400(1990년 도입)은 아폴로/도메인 워크스테이션을 대체하기 위한 것이었고, 68030/040을 기반으로 했다. 이들은 "HP 아폴로"로 브랜드화되었고 아폴로 Domain/OS 호환성이 추가되었다. 시리즈 400에 사용된 접미사 's'와 't'는 각각 "Side"(책상 옆)와 "Top"(책상 위) 모델을 나타냈다. 시리즈 400의 마지막 두 자리는 원래 프로세서의 클럭 주파수를 MHz 단위로 나타냈다(예: 433은 33 MHz). 출시 당시 시리즈 400에는 MC68040 소켓이 있었지만, 당시에는 사용할 수 없었기 때문에 MC68030과 추가 회로가 포함된 에뮬레이터 카드가 설치되었다. 시스템을 구매한 고객에게는 MC68040이 출시되었을 때 5,000달러의 보장된 업그레이드 가격이 제공되었다. 시리즈 300 및 400은 시리즈 200과 동일한 I/O 인터페이스를 공유했다. 32비트 DIO-II 버스는 6 MB/s로 평가된다.

### 시리즈 500
시리즈 500은 HP FOCUS 마이크로프로세서를 기반으로 했다. HP 9020, HP 9030, HP 9040으로 시작되었다. 이들은 출시 직후 HP 시리즈 500 모델 20, 30, 40으로 이름이 변경되었고, 나중에 다시 HP 9000 모델 520, 530, 540으로 이름이 변경되었다. 520은 내장 키보드, 디스플레이, 5.25인치 플로피 디스크, 선택적 열전사 프린터 및 5 MB 하드 디스크가 있는 완전한 워크스테이션이었다. 520은 베이직 또는 HP-UX를 실행할 수 있었고, 연결된 디스플레이(두 가지 컬러 및 한 가지 흑백)에 따라 세 가지 다른 모델이 있었다. 530은 시리즈 500의 랙 마운트 버전으로, HP-UX만 실행할 수 있었고, 직렬 인터페이스 콘솔을 사용했다. 540은 당시 제공되던 디스크 드라이브와 유사한 캐비닛 내부에 장착된 530이었고, 직렬 멀티플렉서(MUX)를 포함했다. 시리즈 500의 후기 모델은 550과 560으로, 완전히 다른 섀시를 가졌고 그래픽 프로세서에 연결될 수 있었다. 원래 시리즈 500의 프로세서는 20 MHz로 작동했으며, 당시 일반적인 벤치마크 표준인 VAX-11/780과 동등한 100만 초당 명령 수(MIPS)의 벤치마크 속도에 도달할 수 있었다. 이들은 Shared Resource Manager(SRM)를 사용하여 200 및 300 시리즈와 함께 네트워크로 연결될 수 있었다.
성능 때문에 미국 정부는 500 시리즈를 수출 제한 목록에 올렸다. 이 컴퓨터는 서유럽, 캐나다, 오스트레일리아, 뉴질랜드에서만 판매가 허용되었으며, 다른 국가에서는 서면 승인이 필요했다.

### 시리즈 700

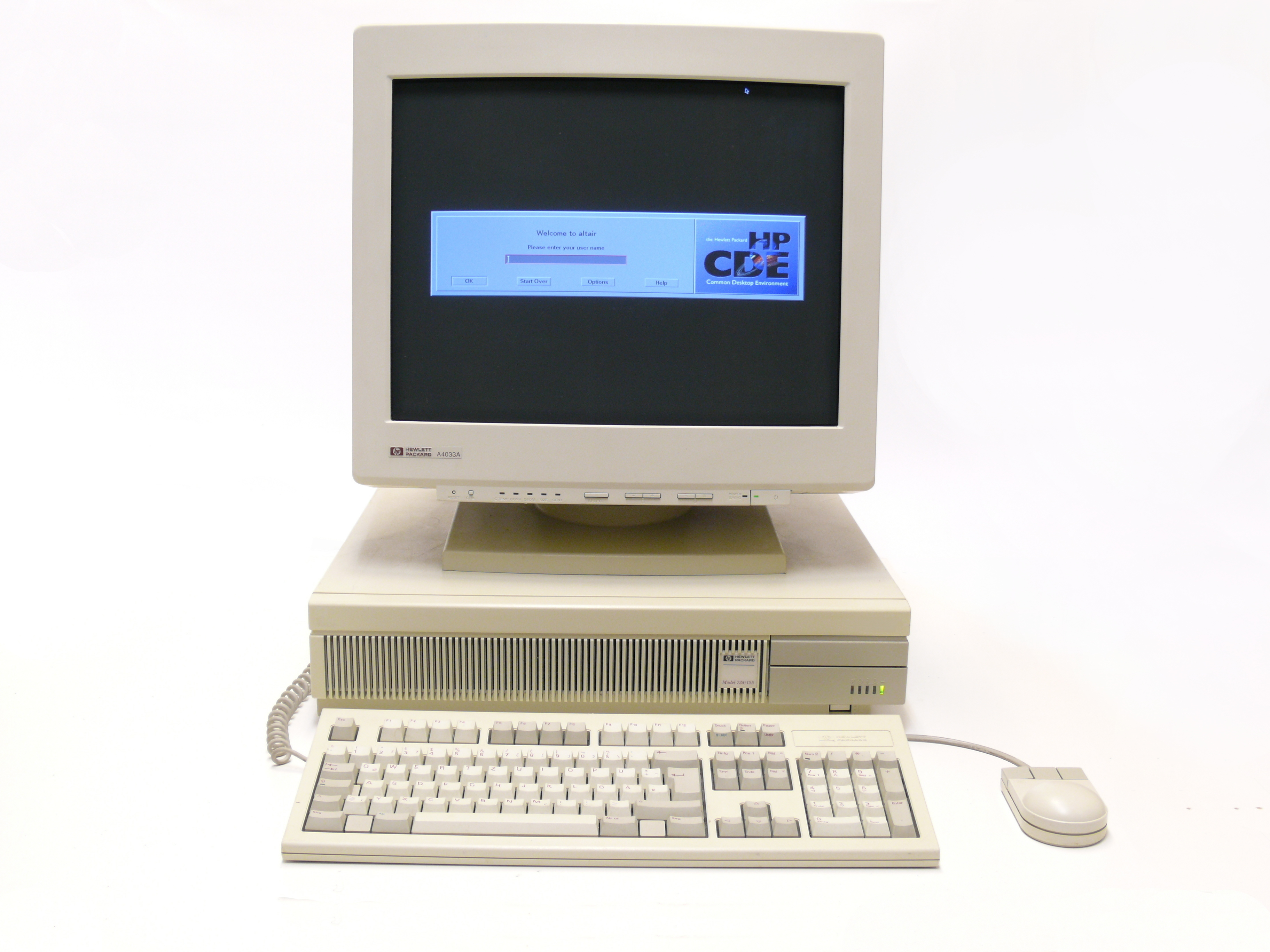
공통 데스크톱 환경 (CDE) 로그인 관리자를 실행하는 HP 9000 모델 735

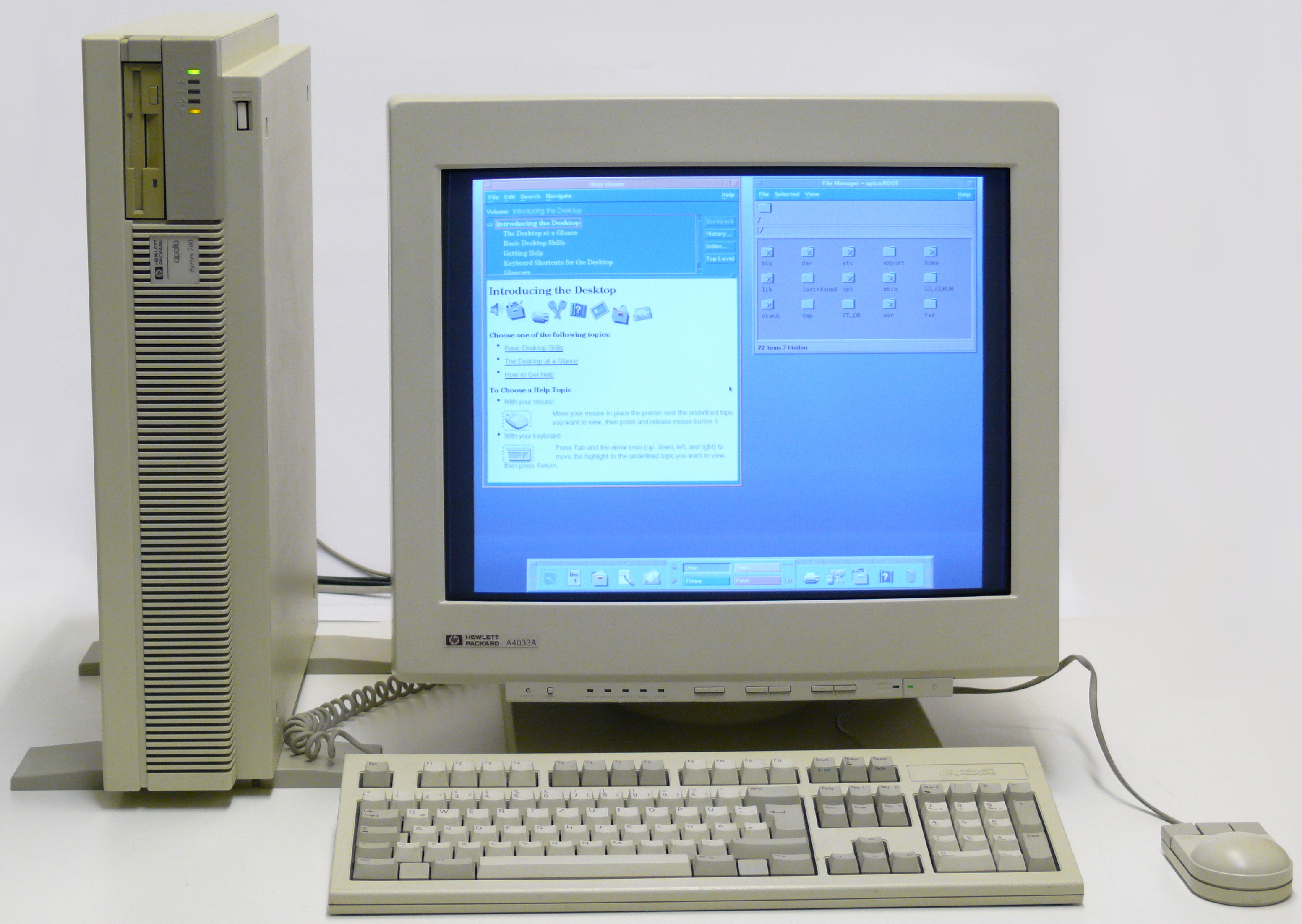
CDE가 있는 HP-UX를 실행하는 HP 9000 모델 735

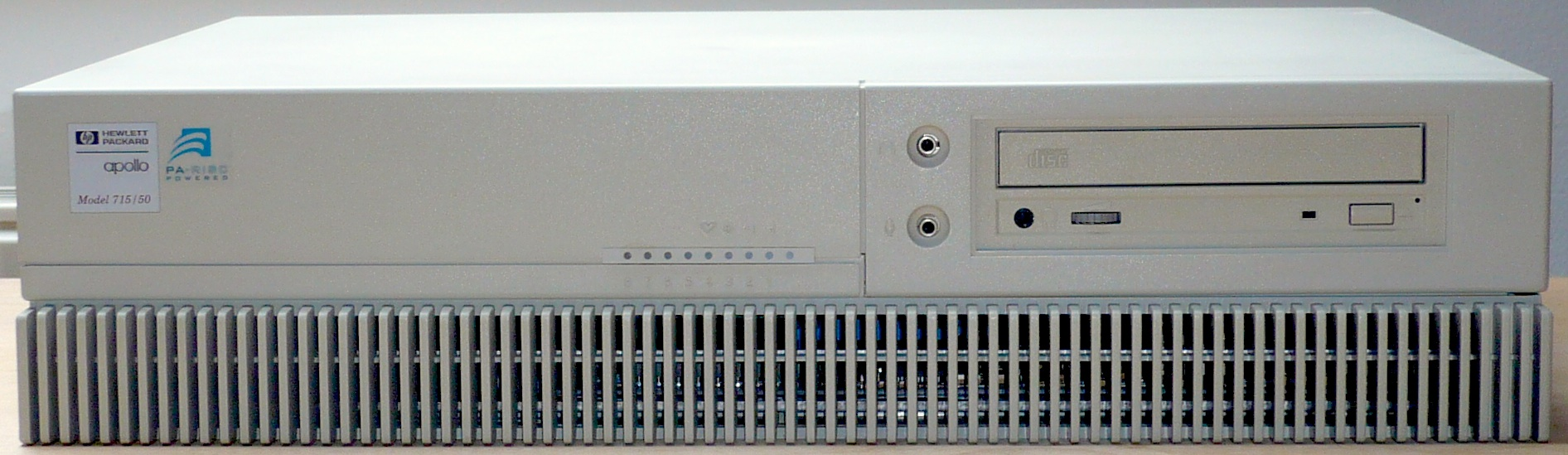
HP 9000 모델 715

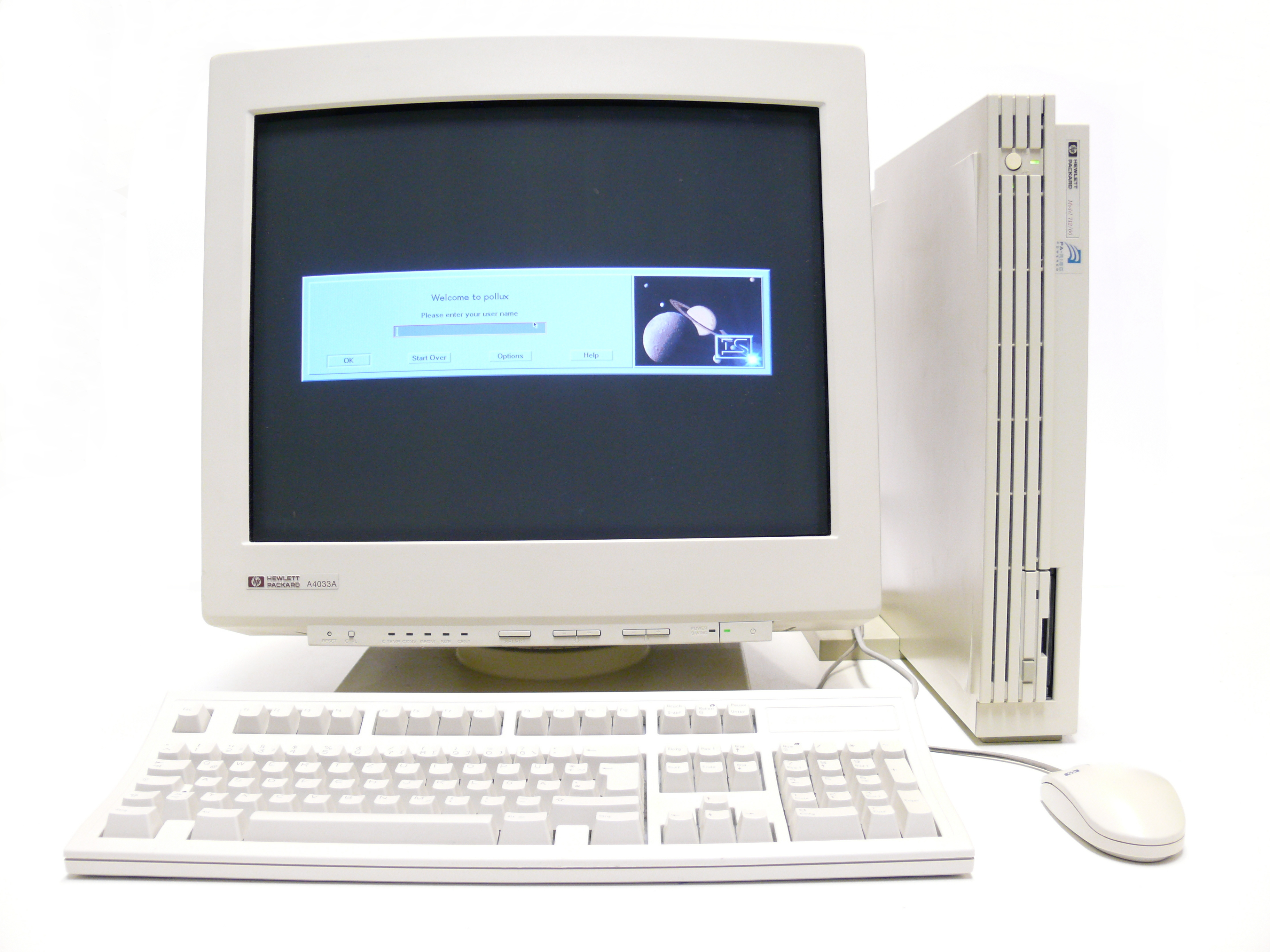
CDE가 있는 HP-UX를 실행하는 HP 9000 모델 712

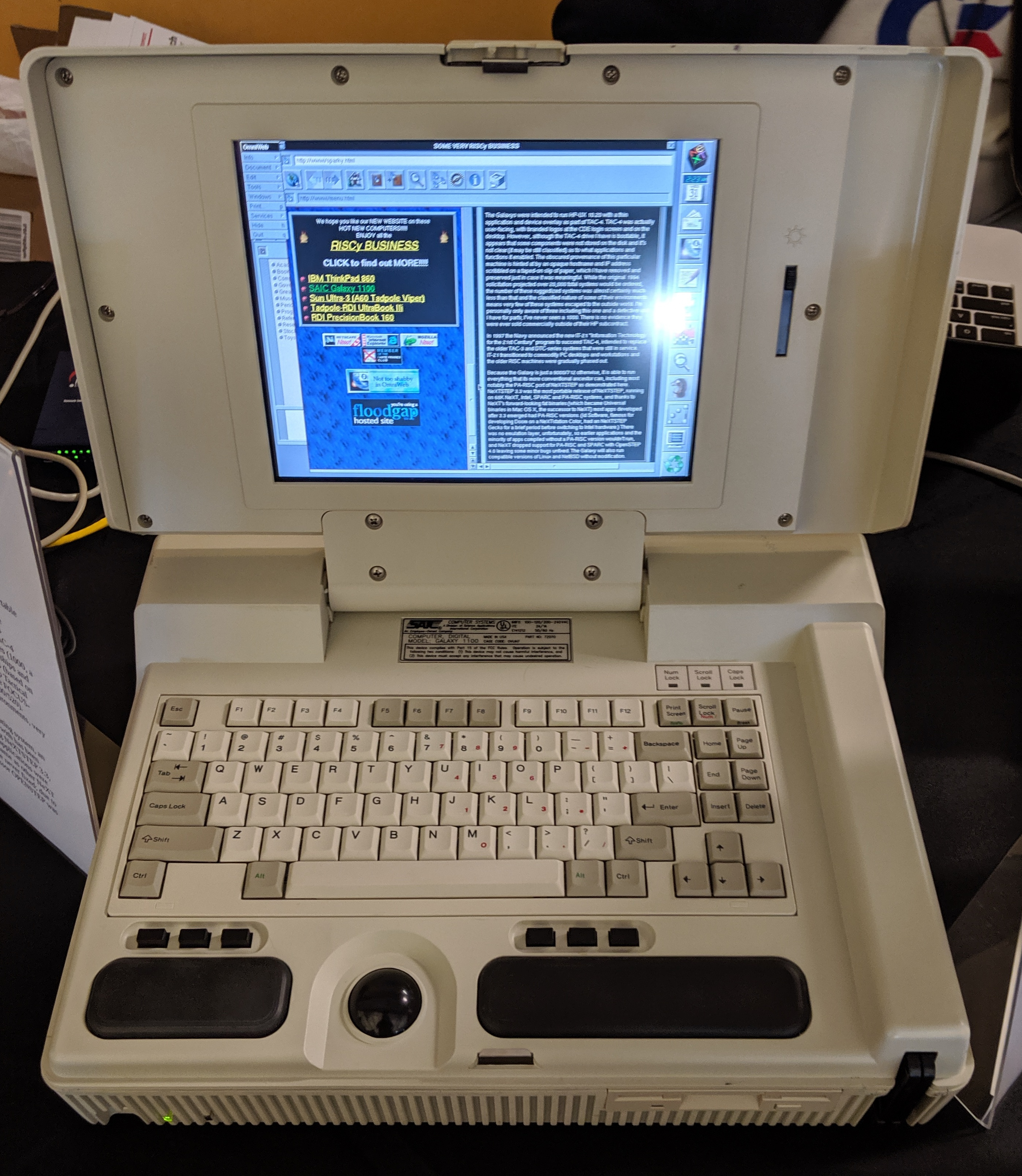
SAIC 갤럭시 1100

시리즈의 첫 번째 워크스테이션인 모델 720, 모델 730 및 모델 750 시스템은 1991년 3월 26일에 코드명 "Snakes"로 소개되었다. 이 모델은 PA-7000 마이크로프로세서를 사용했으며, 모델 720은 50 MHz 버전을, 모델 730과 모델 750은 66 MHz 버전을 사용했다. PA-7000은 모델 720 및 730에 128KB의 명령어 캐시를, 모델 750에 256KB를 제공한다. 모든 모델은 256KB의 데이터 캐시를 제공한다. 모델 720 및 모델 730은 16~64 MB의 메모리를 지원했으며, 모델 750은 최대 192 MB를 지원했다. 온보드 SCSI는 NCR 53C700 SCSI 컨트롤러에 의해 제공되었다. 이 시스템은 2D 및 3D 그래픽 옵션을 모두 사용할 수 있었으며, 2D 옵션은 회색조 GRX와 컬러 CRX였다. 3D 옵션은 Personal VRX 및 Turbo GRX였다.
1992년 1월 초, HP는 코드명 "Bushmaster Snake"인 모델 705와 코드명 "Bushmaster Junior"인 모델 710을 출시했다. 두 시스템 모두 저가형 디스크 없는 워크스테이션으로, 모델 705는 32 MHz PA-7000을 사용하고 모델 710은 50 MHz 버전을 사용한다. 출시 당시 모델 705는 5,000달러 미만, 모델 710은 10,000달러 미만이었다.
첫 번째 시리즈 700 워크스테이션은 1992년 11월 10일 모델 715/33, 715/50, 725/50 저가형 워크스테이션과 모델 735/99, 735/125, 755/99 및 755/125 고급형 워크스테이션으로 대체되었다. 기존 모델 715와 모델 725는 1993년 9월 모델 715/75 및 725/75 출시와 함께 업데이트되었다. 새로운 모델은 75 MHz PA-7100을 사용했다.
통합이 증가하면서 1994년 1월 18일 모델 712/60 및 모델 712/80i 워크스테이션이 출시되었다. 코드명 "Gecko"인 이 모델은 썬 마이크로시스템즈의 엔트리 레벨 워크스테이션 및 고급 개인용 컴퓨터와 경쟁하기 위한 것이었다. 이들은 각각 60 및 80 MHz로 작동하는 PA-7100LC 마이크로프로세서를 사용했다. 모델 712/80i는 부동소수점 장치가 비활성화된 정수 전용 모델이었다. 두 모델 모두 16~128 MB의 메모리를 지원했다.
모델 715/64, 715/80, 715/100 및 725/100은 1994년 5월에 2D 및 3D 그래픽 시장을 대상으로 출시되었다. 이 워크스테이션은 PA-7100LC 마이크로프로세서를 사용하며, 모델 725/100을 제외하고 32~128 MB의 메모리를 지원하며, 725/100은 최대 512 MB를 지원한다.
엔트리 레벨 워크스테이션인 모델 712/100(King Gecko)과 미드레인지 워크스테이션인 모델 715/100 XC는 1995년 6월에 출시되었다. 모델 712/100은 100 MHz PA-7100LC와 256KB의 캐시를 가진 모델 712이며, 모델 715/100 XC는 1MB의 캐시를 가진 모델 715/100이다.
모델 712 및 715 워크스테이션은 GSC 버스로 연결된 Lasi ASIC을 특징으로 한다. Lasi ASIC은 통합 NCR 53C710 SCSI 컨트롤러, 인텔 Apricot 10 Mbit 이더넷 인터페이스, CD 품질 사운드, PS/2 키보드 및 마우스, 직렬 및 병렬 포트를 제공했다. 712 시리즈 기기를 제외한 모든 모델은 Wax ASIC을 사용하여 EISA 어댑터, 두 번째 직렬 포트 및 HIL 버스 지원을 제공한다.
초기 시리즈 700 워크스테이션에서 사용되는 SGC 버스(System Graphics Connect)는 PCI와 유사한 사양을 가지며 32비트/33 MHz  및 약 100 MB/s 의 일반적인 대역폭을 제공한다.
SAIC 갤럭시 1100은 1990년대에 SAIC이 군사 및 정보 응용 분야를 위해 제작한 러그드 컴퓨터 케이스에 HP 9000/712 워크스테이션을 기반으로 한 휴대용 PA-RISC 워크스테이션이다.워크스테이션은 16파운드의 무게에 10.4인치 LCD 화면을 사용하며, 최대 1024 × 768 픽셀 해상도를 지원한다.

#### VME 산업용 워크스테이션
모델 742i, 743i, 744, 745/745i, 747i, 748i.

### B, C, J 클래스

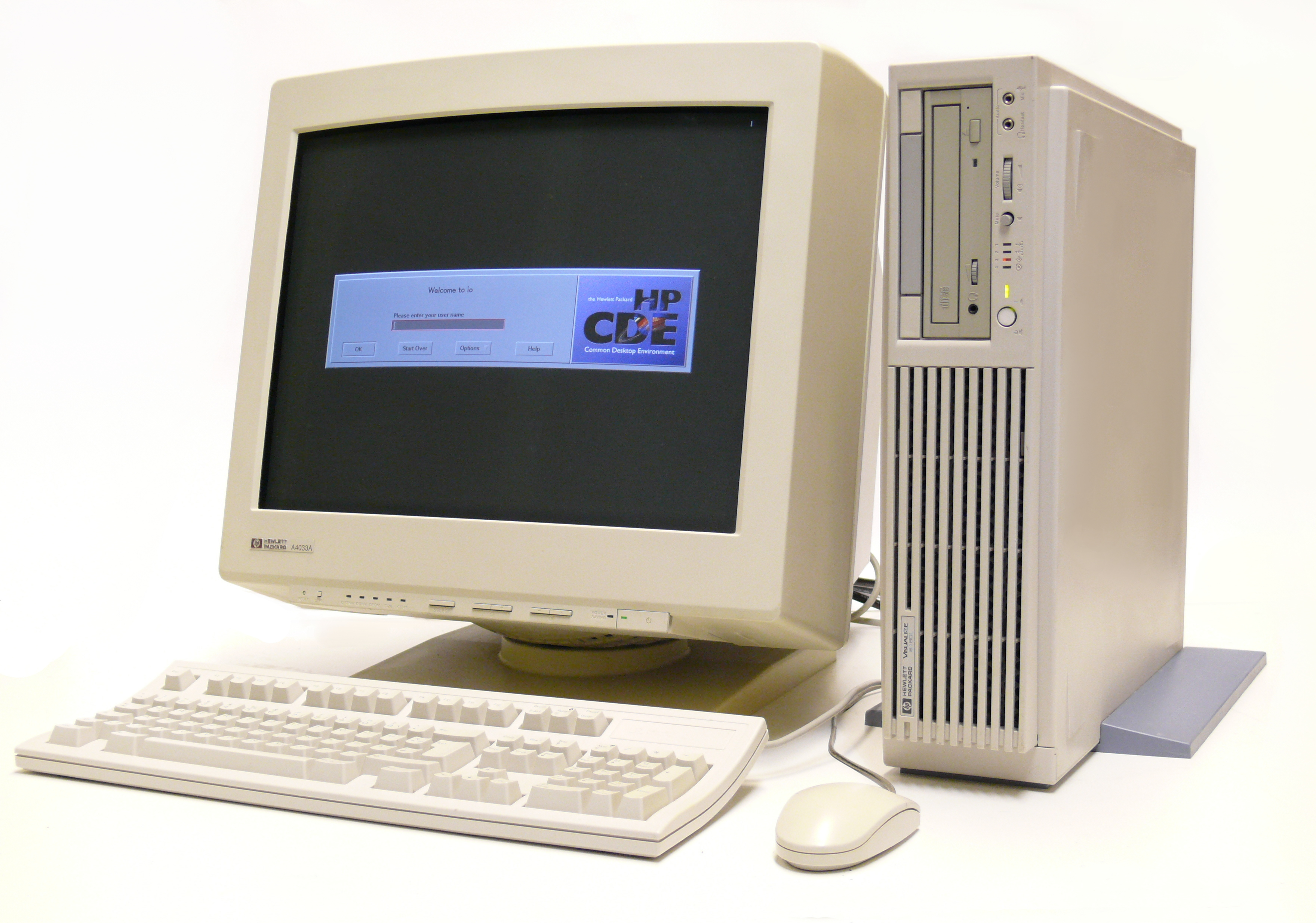
CDE 로그인 관리자를 표시하는 HP 9000 B180L

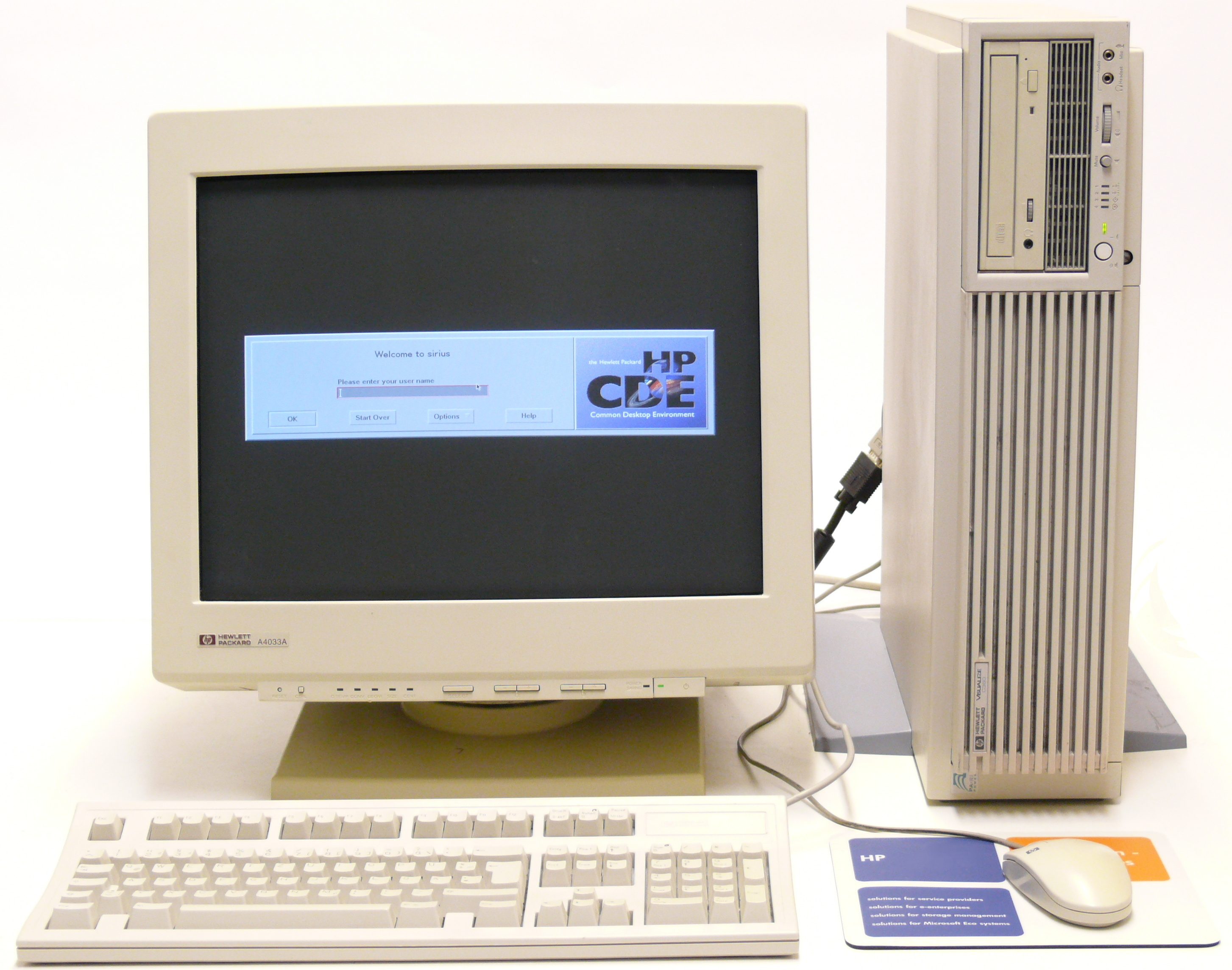
CDE 로그인 관리자를 표시하는 HP 9000 C360

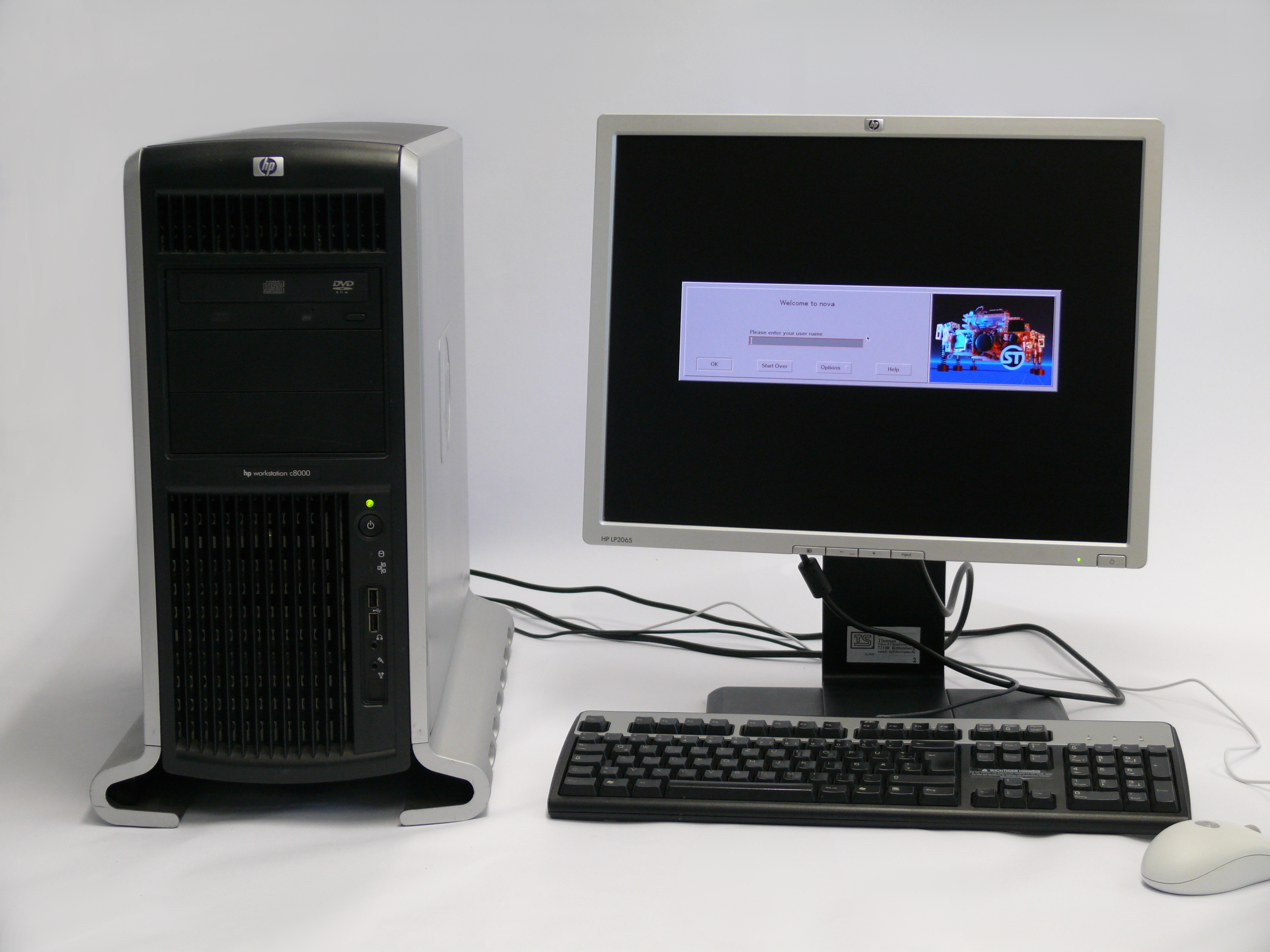
CDE가 있는 HP-UX를 실행하는 HP 9000 C8000

C100, C110, J200, J210 및 J210XC는 PA-7200 프로세서를 사용하며, Runway 버스를 통해 UTurn IOMMU에 연결된다. C100 및 C110은 단일 프로세서 시스템이며, J200 및 J210은 듀얼 프로세서 시스템이다. Uturn IOMMU는 두 개의 GSC 버스를 가지고 있다. 이 기기들은 계속해서 Lasi 및 Wax ASIC을 사용한다.
B132L(1996년 도입), B160L, B132L+, B180L, C132L, C160L 및 C180L 워크스테이션은 통합 캐시와 GSC 버스 컨트롤러를 갖춘 PA-7100LC의 발전형인 PA-7300LC 프로세서를 기반으로 한다. 표준 그래픽은 Visualize EG이다. 이 기기들은 Wax 대신 두 번째 직렬 포트를 제공하는 Dino GSC-PCI PCI 버스 어댑터를 사용하며, 선택적으로 Wax EISA 어댑터를 갖추고 있다.
C160, C180, C180-XP, J280 및 J282는 PA-8000 프로세서를 사용하며, 최초의 64비트 HP 워크스테이션이다. 이들은 이전 C 및 J 클래스 워크스테이션과 동일한 Runway/GSC 아키텍처를 기반으로 한다.
C200, C240 및 J2240은 PA-8200 프로세서를 사용하여 속도를 향상시켰고, C360은 PA-8500 프로세서를 사용한다.
B1000, B2000, C3000, J5000 및 J7000도 PA-8500 프로세서를 기반으로 했지만, 아키텍처가 매우 달랐다. U2/Uturn IOMMU 및 GSC 버스는 Astro IOMMU로 대체되었으며, 이는 Ropes를 통해 여러 Elroy PCI 버스 호스트 어댑터에 연결되었다.
B2600, C3600 및 J5600은 PA-8600 프로세서로 이 기기들을 업그레이드한다. J6000은 랙 마운트형 워크스테이션으로, 타워 구성으로 옆으로 세울 수도 있다.
C3650, C3700, C3750, J6700 및 J6750은 PA-8700 기반이다.
C8000은 듀얼 코어 PA-8800 또는 PA-8900 프로세서를 사용하며, 이는 McKinley 및 Madison 아이테니엄 프로세서와 동일한 버스를 사용하고 동일한 zx1 칩셋을 공유한다. Elroy PCI 어댑터는 Mercury PCI-X 어댑터와 하나의 Quicksilver 가속 그래픽 포트 8x 어댑터로 대체되었다.

## 서버 모델

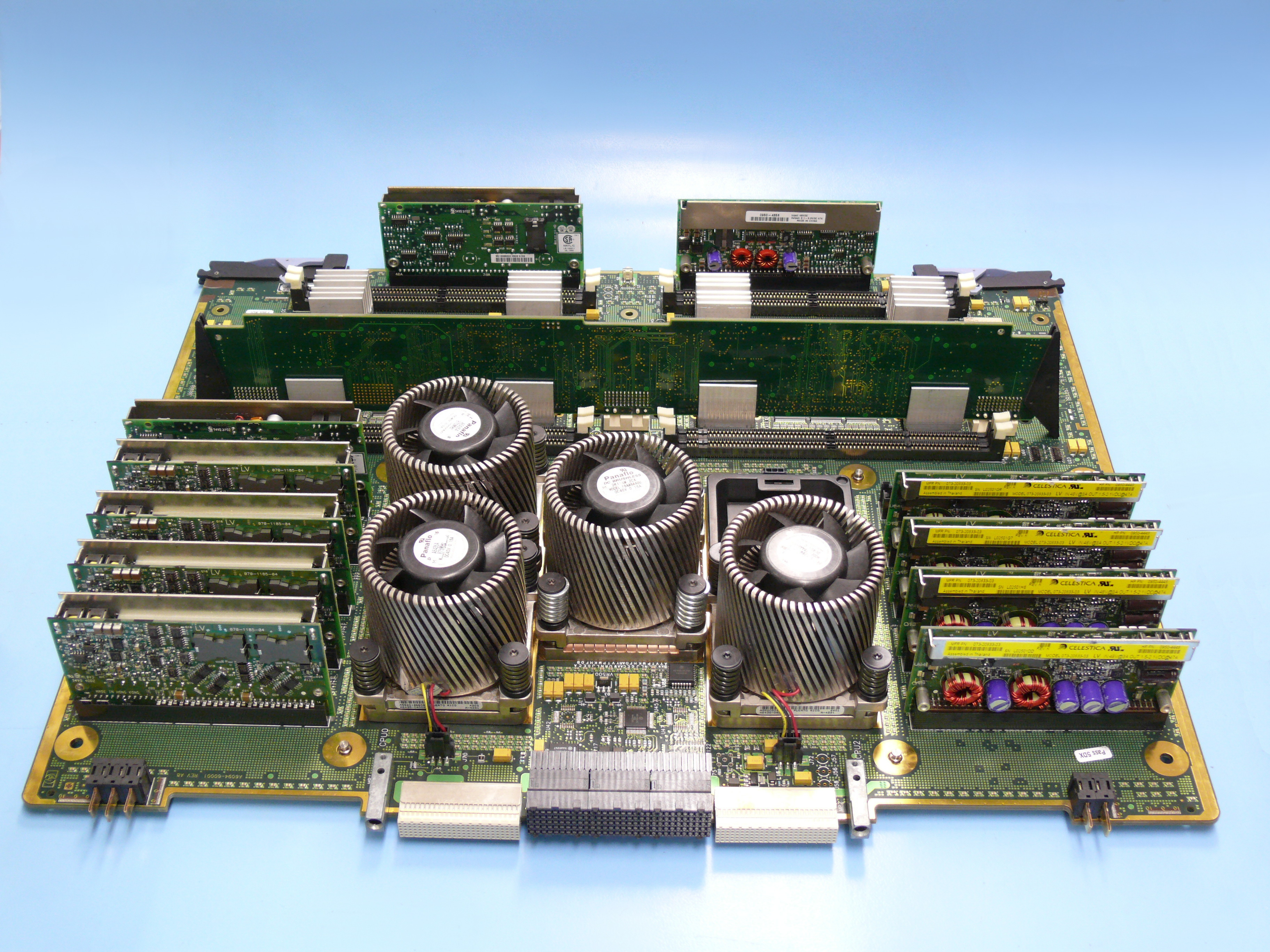
쿼드 PA-RISC 8700+ CPU가 있는 HP 9000 RP7410 시스템 보드

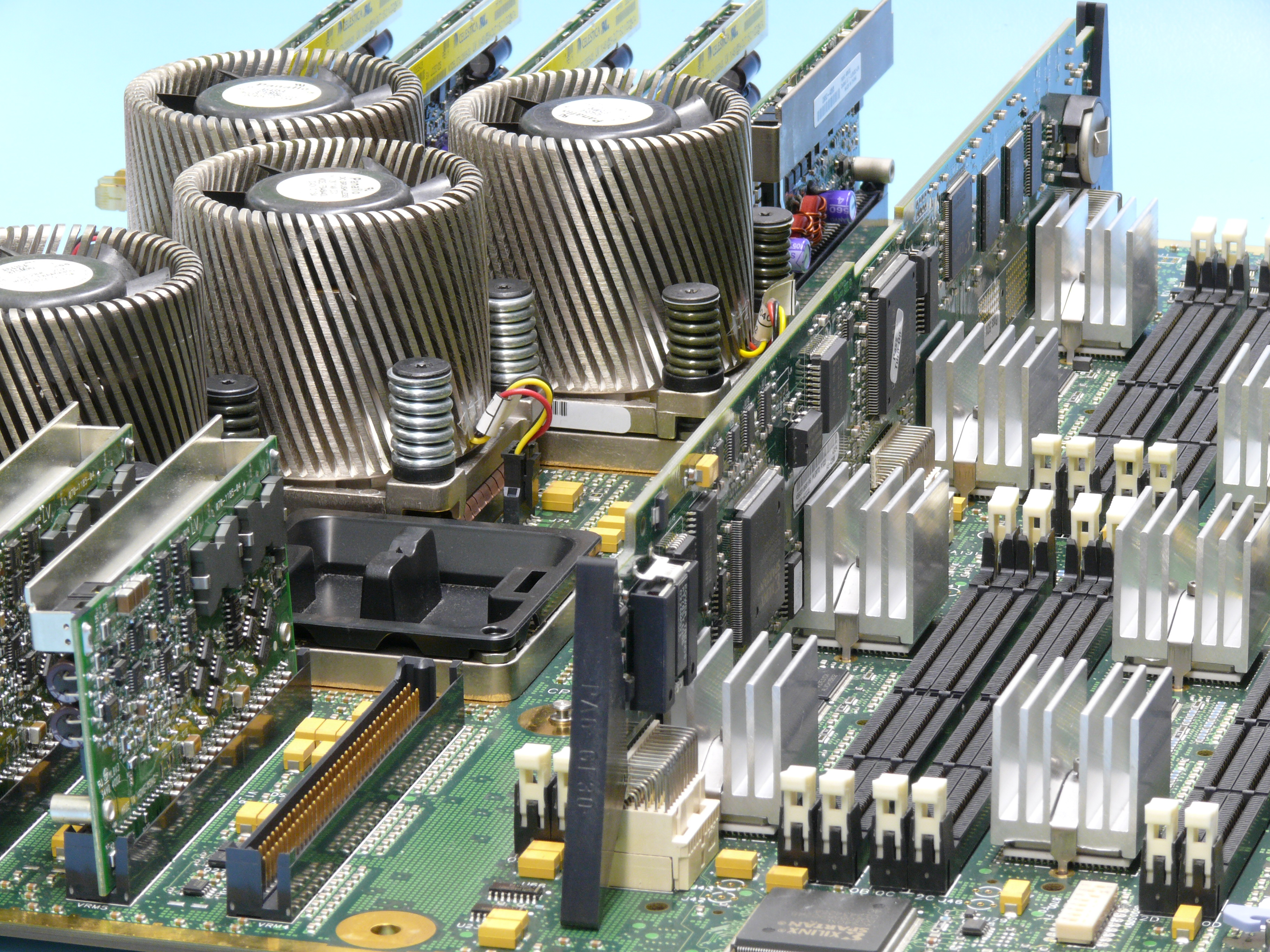
쿼드 PA-RISC 8700+ CPU가 있는 HP 9000 RP7410 시스템 보드

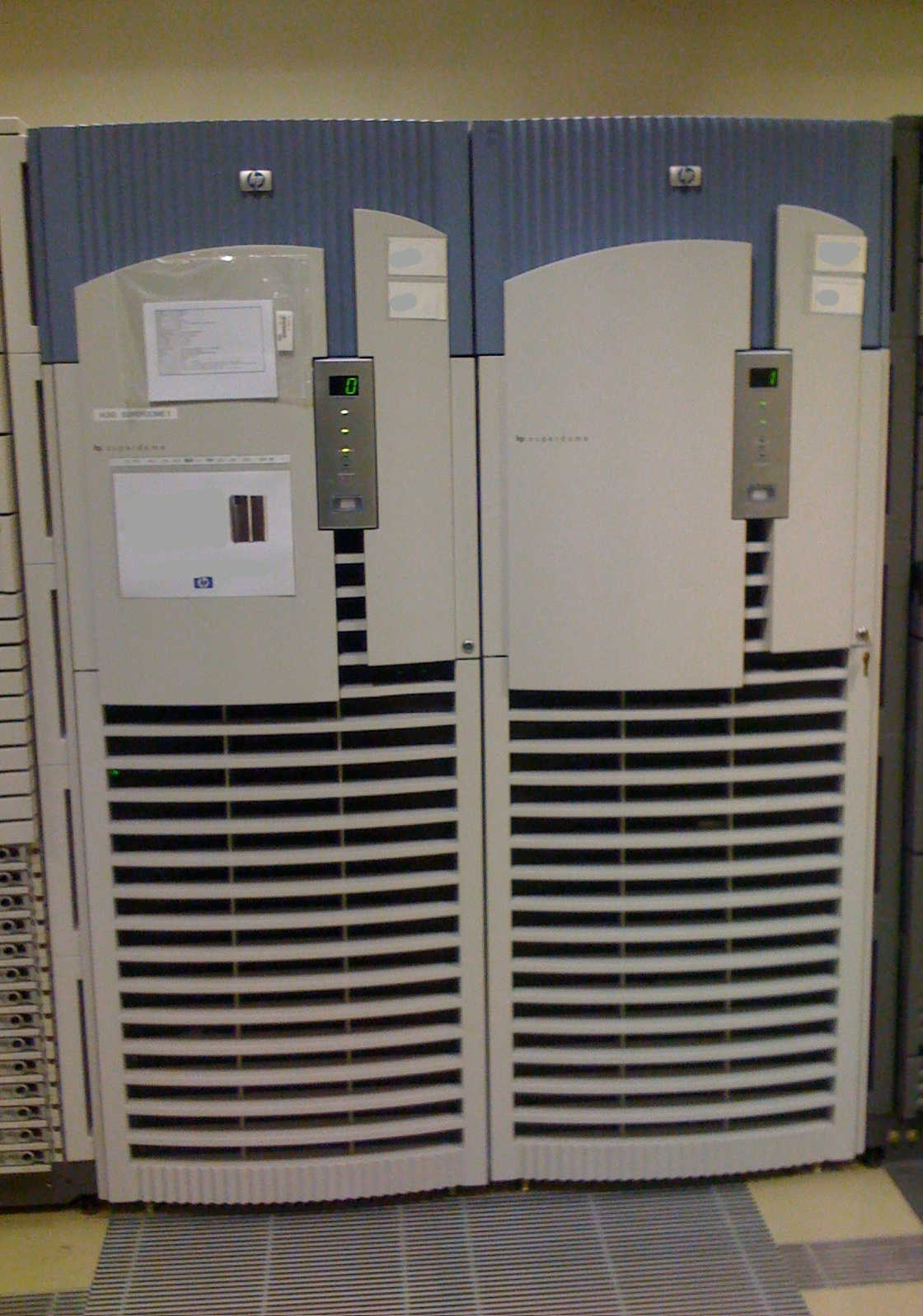
HP 9000 슈퍼돔 PA-RISC 모델

- 800 시리즈 –  807, 817, 822, 825, 827, 832, 835, 837, 840, 842, 845, 847, 850, 855, 857, 867, 877, 887, 897
- 1200 FT 시리즈 –  1210, 1245, 1245 PLUS
- A-클래스 –  A180, A180C (스타카토), A400, A500
- D-클래스 –  D200, D210, D220, D230, D250, D260, D270, D280, D300, D310, D320, D330, D350, D360, D370, D380, D390
- E-클래스 –  E25, E35, E45, E55
- F-클래스 –  F10, F20, F30 (노바)
- G-클래스 –  G30, G40, G50, G60, G70 (노바 / 노바64)
- H-클래스 –  H20, H30, H40, H50, H60, H70
- I-클래스 –  I30, I40, I50, I60, I70
- K-클래스 –  K100, K200, K210, K220, K250, K260, K360, K370, K380, K400, K410, K420, K450, K460, K570, K580
- L-클래스 –  L1000, L1500, L2000, L3000
- N-클래스 –  N4000
- N-클래스 –  N4004
- N-클래스 –  N4005
- N-클래스 –  N4006
- R-클래스 –  R380, R390
- S-클래스 –  이름이 바뀐 Convex Exemplar SPP2000 (단일 노드)
- T-클래스 –  T500, T520, T600
- V-클래스 –  V2200, V2250, V2500, V2600
- X-클래스 –  이름이 바뀐 Convex Exemplar SPP2000 (다중 노드)
- rp2400 –  rp2400 (A400), rp2405 (A400), rp2430 (A400), rp2450 (A500), rp2470 (A500) (이전 A-클래스)
- rp3400 –  rp3410-2, rp3440-4 (1-2 PA-8800/8900 프로세서)
- rp4400 –  rp4410-4, rp4440-8
- rp5400 –  rp5400, rp5405, rp5430, rp5450, rp5470 (이전 L-클래스)
- rp7400 –  rp7400 (이전 N-클래스)
- rp7405 –  rp7405, rp7410, rp7420-16, rp7440-16
- rp8400 –  rp8400, rp8410, rp8420-32, rp8440-32
- HP 9000 슈퍼돔 –  SD-32, SD-64, SD-128 (PA-8900 프로세서)

### D-클래스 (코드명: Ultralight)
D-클래스는 엔트리 레벨 E-클래스 서버와 미드레인지 G, H, I-클래스 서버의 후속인 엔트리 레벨 및 미드레인지 서버이다. 첫 모델은 1996년 1월 말에 출시되었으며, 모델 D200, D210, D250, D310 및 D350으로 구성되었다. 모델 D200은 75 MHz PA-7100LC 마이크로프로세서를 탑재한 단일 프로세서로, 최대 512 MB의 메모리와 5개의 EISA/HP-HSC 슬롯을 지원한다. 모델 D210은 유사하지만 100 MHz PA-7100LC를 사용한다. 모델 D250은 듀얼 프로세서 모델이며 100 MHz PA-7100LC를 사용한다. 최대 768 MB의 메모리와 5개의 EISA/HP-HSC 슬롯을 지원했다. 모델 D310은 100 MHz PA-7100LC, 최대 512 MB의 메모리 및 8개의 EISA/HP-HSC 슬롯을 갖춘 단일 프로세서이다. 모델 D350은 고급 D-클래스 시스템으로, 듀얼 프로세서이며 2개의 100 MHz PA-7100LC, 최대 768 MB의 메모리 및 8개의 EISA/HP-HSC 슬롯을 갖추고 있었다.
1996년 9월 중순, 새로운 64비트 PA-8000 마이크로프로세서를 활용하기 위해 두 개의 새로운 D-클래스 서버가 도입되었는데, 모델 D270 단일 프로세서와 모델 D370 듀얼 프로세서이다. 둘 다 엔트리 레벨 서버로 포지셔닝되었다. 이들은 160 MHz PA-8000을 사용했으며 128 MB에서 1.5 GB의 메모리를 지원했다.
1997년 1월, 저가형 모델 D220, D230, D320 및 D330이 출시되었으며, 132 및 160 MHz 버전의 PA-7300LC 마이크로프로세서를 사용했다.
D-클래스는 최대 2개의 마이크로프로세서를 갖춘 타워 서버이며, K-클래스와 아키텍처적으로 유사하다. HP가 전원 공급 장치와 여러 디스크를 위한 충분한 공간을 포함하는 대형 캐비닛 내부에 수직으로 장착하여 출하했기 때문에 때때로 더 큰 기계처럼 보인다.

### R-클래스
R-클래스는 단순히 랙 마운트 섀시에 포장된 D-클래스 기기이다. D-클래스 시스템과 달리 핫플러그 가능한 디스크를 지원하지 않는다.

### N-클래스

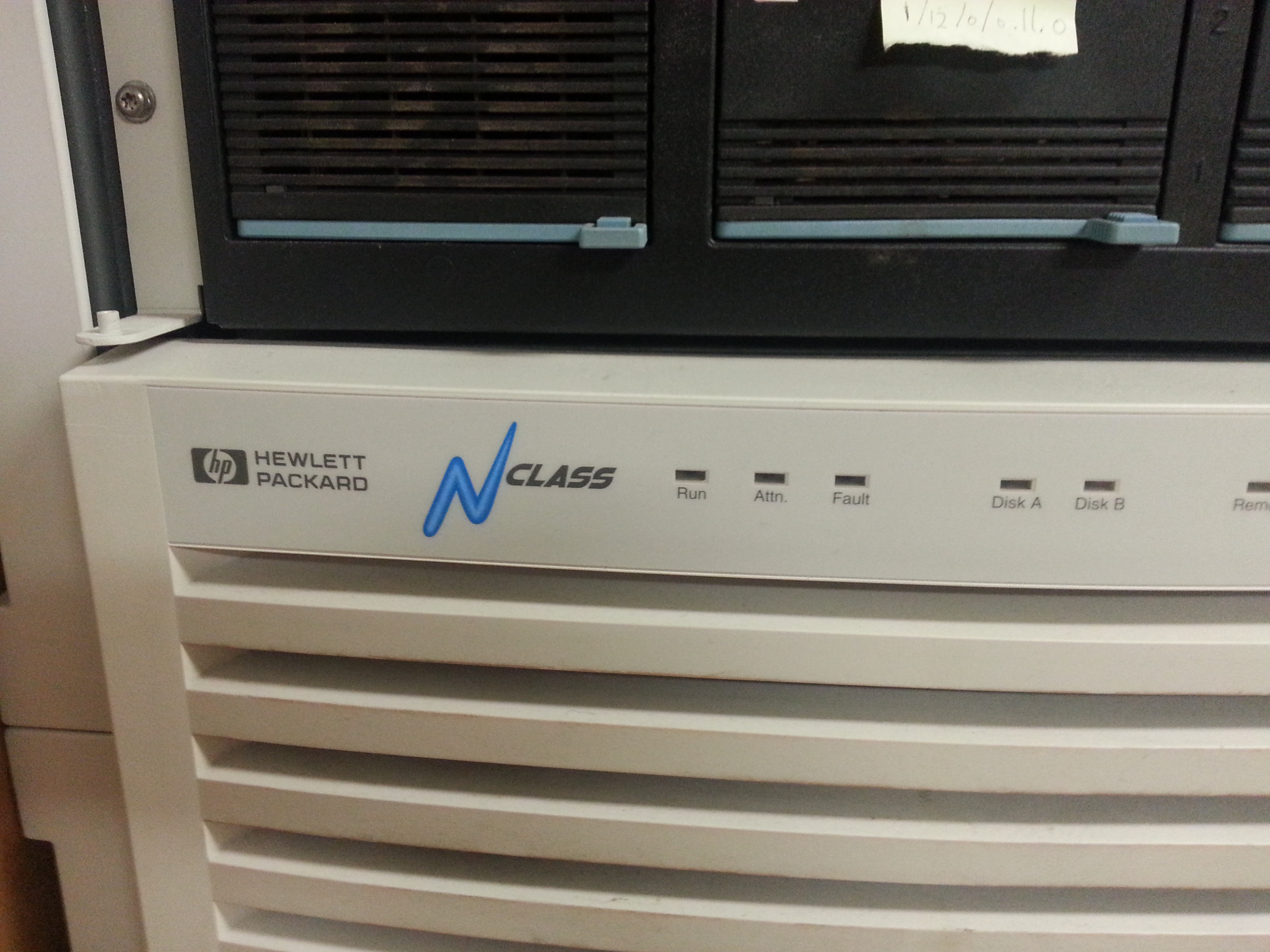
N-클래스 HP 9000

N-클래스는 최대 8개의 CPU와 12개의 PCI 슬롯을 갖춘 10U 랙 마운트 서버이다. 4개의 프로세서 슬롯마다 하나씩 2개의 Merced 버스를 사용한다. 이는 모든 메모리 슬롯에 동등하게 접근할 수 있는 NUMA 기기가 아니다. 그러나 I/O는 불평등하다. 버스당 하나의 Ike IOMMU가 있으므로, 한 CPU 세트는 다른 CPU 세트보다 I/O 슬롯 세트에 더 가깝다.
N-클래스 서버는 "아이테니엄-레디"로 마케팅되었지만, 아이테니엄이 출시되었을 때 N-클래스에 대한 아이테니엄 업그레이드는 제공되지 않았다. N-클래스는 DEW라는 특수 어댑터를 통해 PA-8x00 마이크로프로세서를 연결하는 Merced 버스를 사용함으로써 이점을 얻었다.
N4000은 수명 기간 동안 새로운 프로세서로 업그레이드되었으며, N4000-36, N4000-44, N4000-55 모델은 각각 360, 440, 550 MHz의 마이크로프로세서 클럭 주파수를 나타낸다. 2001년에 rp7400 시리즈로 이름이 변경되었다.

### L-클래스
L-클래스 서버는 최대 4개의 CPU를 지원하는 7U 랙 마운트 기기이다(모델에 따라 다름). 12개의 PCI 슬롯이 있지만, 엔트리 레벨 L1000 시스템에서는 7개의 슬롯만 활성화된다. 두 개의 PCI 슬롯은 공장 통합 카드에 의해 점유되어 최종 사용자가 I/O 확장을 위해 활용할 수 없다.
L1000과 L2000은 Astro/Elroy 조합을 기반으로 하는 A400 및 A500과 유사하다. 이들은 초기에는 360 MHz 및 440 MHz PA-8500과 함께 출하되었으며, 540 MHz PA-8600으로 업그레이드되었다.
L3000은 DEW/Ike/Elroy 조합을 기반으로 하는 N4000과 유사하다. 550 MHz PA-8600 CPU만 함께 출하되었다.
L-클래스 제품군은 2001년에 rp5400 시리즈로 이름이 변경되었다.

### A-클래스
A180 및 A180C는 Lasi 및 Dino ASIC을 탑재한 PA-7300LC 프로세서 기반의 32비트, 단일 프로세서, 2U 서버였다.
A400 및 A500 서버는 Astro IOMMU 및 Elroy PCI 어댑터를 사용하여 PA-8500 및 이후 프로세서 기반의 64비트, 단일 및 듀얼 프로세서 2U 서버였다. A400-36 및 A500-36 기기는 360 MHz로 작동하는 PA-8500 프로세서를 사용했으며; A400-44 및 A500-44는 440 MHz로 클럭되었다. A500-55는 550 MHz로 작동하는 PA-8600 프로세서를 사용하고 A500-75는 750 MHz로 작동하는 PA-8700 프로세서를 사용한다.
A-클래스는 2001년에 rp2400 시리즈로 이름이 변경되었다.

### S/X-클래스
S- 및 X-클래스는 1995년 HP가 콘벡스 컴퓨터를 인수한 후 이름을 변경한 Convex Exemplar SPP2000 슈퍼컴퓨터였다. S-클래스는 최대 16개의 프로세서를 갖춘 단일 노드 SPP2000이었고, X-클래스 이름은 최대 512개의 프로세서를 갖춘 다중 노드 구성에 사용되었다. 이 기기들은 Convex의 SPP-UX 운영체제를 실행했다.

### V-클래스
V-클래스 서버는 S-클래스와 X-클래스의 다중 프로세서 기술을 기반으로 했다. V2200과 V2250은 최대 16개의 프로세서를 지원하며, V2500과 V2600은 최대 32개의 프로세서를 지원한다. V-클래스 시스템은 작동을 위해 광범위한 냉각 및 3상전력이 필요한 물리적으로 큰 시스템이다. 이들은 T-클래스와 슈퍼돔 도입 사이의 전환 플랫폼을 제공했다.

## 운영체제

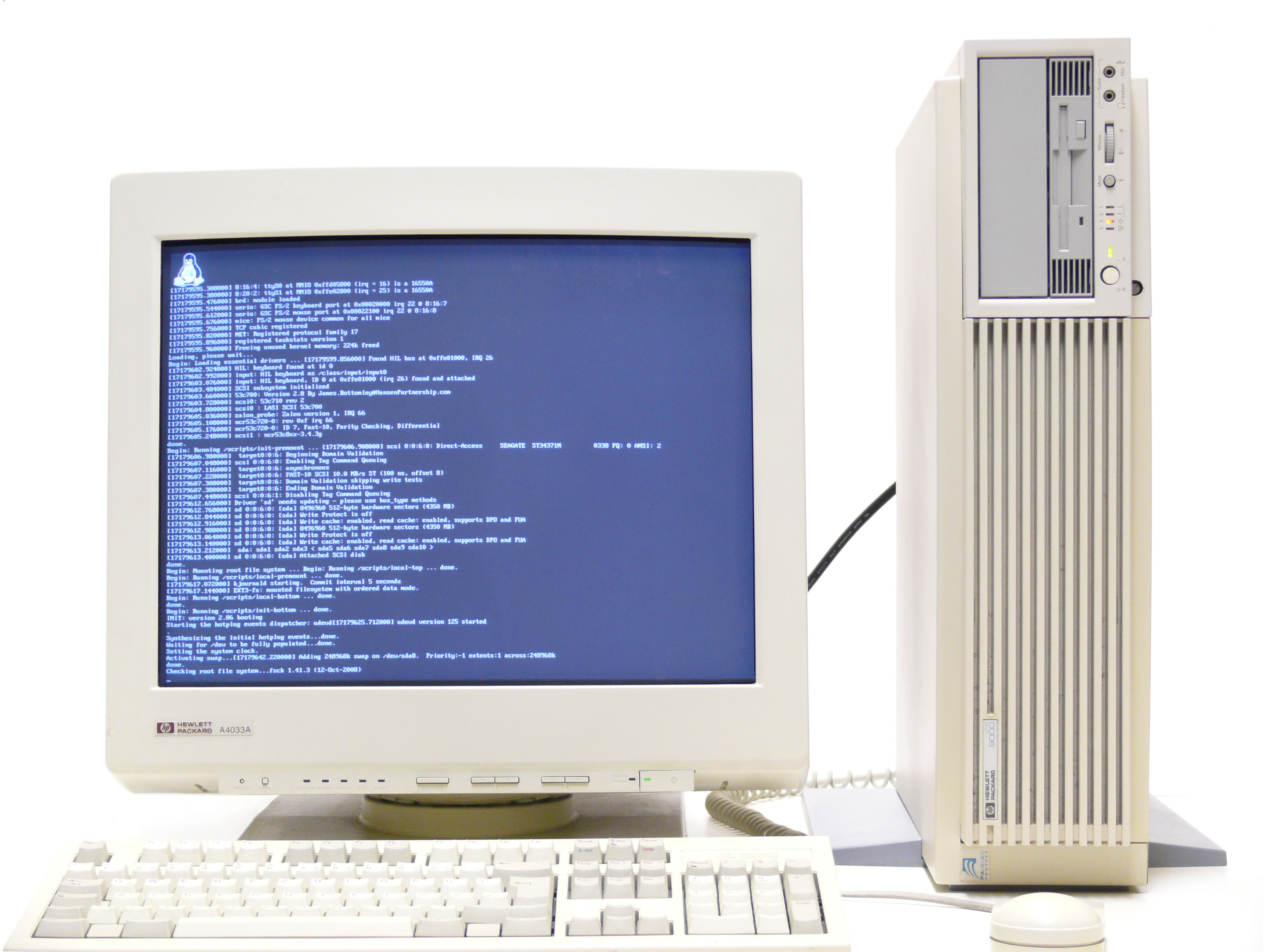
리눅스를 실행하는 HP 9000 C110

HP-UX 및 Domain/OS(400 시리즈) 외에도 많은 HP 9000은 리눅스 운영체제를 실행할 수 있다. 일부 PA-RISC 기반 모델은 NeXTSTEP을 실행할 수 있다.
버클리 소프트웨어 배포판 (BSD) 유닉스는 HP 9000에 HPBSD로 포팅되었다. 그 결과로 생성된 지원 코드는 나중에 4.4BSD에 추가되었다. 최신 변형인 NetBSD 및 OpenBSD도 모토로라 68k 및 PA-RISC 기반 HP 9000 모델을 지원한다.
1990년대 초, 여러 유닉스 R&D 시스템이 PA-RISC 플랫폼으로 포팅되었으며, 여기에는 여러 OSF/1 시도, 다양한 Mach 포트 및 Mach의 일부를 다른 시스템과 결합한 시스템(MkLinux, Mach 4/Lites)이 포함되었다. 이러한 포트의 기원은 대부분 HP 연구소 내부 프로젝트 또는 HP 제품, 또는 주로 유타 대학교의 학술 연구였다.
HP 연구소에서 수행된 한 프로젝트는 HP-UX의 핵심 기능, 특히 가상 메모리 및 프로세스 관리 서브시스템을 Mach 2.0 및 2.5의 Mach 기능으로 대체하는 것이었다. 이는 버클리 소프트웨어 배포판을 Mach 커널 인프라를 사용하도록 구성하고 이를 PA-RISC로 포팅하는 대신 Mach를 PA-RISC 아키텍처로 포팅하는 수단을 효과적으로 제공했으며, 이를 통해 Mach와 HP-UX 모두에서 특정 기능이 누락되었지만 Mach 기반 HP-UX 2.0 버전을 제공했다. 프로젝트의 동기는 PA-RISC의 캐시 아키텍처와 관련된 Mach의 성능 문제 및 이러한 문제에 대한 잠재적 해결책을 조사하는 것이었다.

## 같이 보기
- HP 3000
- HPE Integrity Servers
- HP 슈퍼돔
- HP 9800 시리즈, 이전 과학 컴퓨터 워크스테이션 시리즈
- HP 7935 디스크 드라이브

## 내용주
1. ↑  “HP Pascal 3.1 Workstation system manual”. 《archive.org》. Hewlett-Packard. May 1985. 2013년 7월 20일에 확인함.
2. ↑  “HP 9000 End of Sale Announcements”. 《www.hp.com》. Hewlett-Packard. 2010년 2월 10일에 확인함.
3. ↑  “HP Computer Museum”.
4. ↑  “HP Computer Museum”.
5. ↑  “HP Computer Museum”.
6. ↑  Service Handbook. HP 9000 Series 300 Computers. Model 332. February, 1989. HP Part Number 98572-90039
7. ↑  "Hewlett-Packard Unleashes Its RS/6000 Killers".
8. ↑  "Hewlett Packard Announcements".
9. ↑  "MPower Multimedia Software Accompanies New HP 9000 700s".
10. ↑  "...Adds New Workstations, Industrial UNIX Packages".
11. ↑  "Hewlett-Packard 712/60 Station Offers Stunning Spec For $4,000"
12. ↑  "Hewlett-Packard Fuels Drive To Low-End UNIX, Invades Sun's Commercial Ground".
13. ↑  "Hewlett-Packard's Gecko Line, Due Later This Month, To Feature Precision Architecture RISC 7100LC".
14. ↑  "Hewlett-Packard Fortifies Its UNIX Mid-Range".
15. ↑  "HP Launches Mid-Range 9000 With 1MB Of Cache Memory".
16. ↑  “SAIC Galaxy 1100”. openpa.net. 2025년 5월 11일에 확인함.
17. ↑  “SAIC Galaxy 1100”. 2025년 5월 11일에 확인함.
18. ↑  "Hewlett-Packard Adds Board-Level HP9000 742i".
19. ↑  "Hewlett Has First VME Single-Board RISC Computer".
20. ↑  "Hewlett-Packard Adds 742RT, HP-RT Operating System, Hard Hat 700s".
21. ↑  “HP VISUALIZE Model B132L Named 1997 UNIX Review Labs Reference Platform for Advanced 32-Bit Graphics Workstations”. 《EE Times》. 1997년 2월 26일. 2017년 3월 18일에 확인함.
22. ↑  "Hewlett-Packard Unveils D-Class General-Purpose Servers To Replace The E-Class Models"
23. ↑  "HP Launches Commercial PA-8000 Lines"
24. ↑  "HP Overhauls Its Low-End UNIX Servers With The PA-7300LC"
25. ↑  Chao, Chia; Mackey, Milon; Sears, Bart (Autumn 1990). 《Mach on a virtually addressed cache architecture》. 《Mach Workshop Proceedings》 (USENIX Association). 31–52쪽. 2021년 9월 21일에 확인함.